# Antodice spilota
Antodice spilota är en skalbaggsart som beskrevs av Martins och Maria Helena M. Galileo 1998. Antodice spilota ingår i släktet Antodice och familjen långhorningar. Inga underarter finns listade i Catalogue of Life.